# Sofía Oria
Sofía Oria (* 8. Juni 2002 in Madrid) ist eine spanische Schauspielerin.

## Leben und Karriere
Oria wurde am 8. Juni 2002 in Madrid geboren. Sie nahm Schauspielunterricht bei Nuria Soler. Nach ihren High-School-Abschluss begann sie Psychologie und Kriminologie zu studieren. Ihr Debüt gab sie 2012 in dem Film Blancanieves. Im selben Jahr war sie in Invasor zu sehen.
Anschließend trat sie 2015 in der Fernsehserie Las aventuras del capitán Alatriste auf. Von 2018 bis 2019 spielte Oria in der Serie Gigantes eine Hauptrolle. 2021 wurde sie für den Film Mamá o papá gecastet. Außerdem bekam sie 2022 eine Rolle in ¡Mamá está en las redes!.

## Filmografie
Filme
- 2012: Blancanieves
- 2012: Invasor
- 2021: Mamá o papá
- 2022: ¡Mamá está en las redes!
- 2024: Invasión

Serien
- 2015: Las aventuras del capitán Alatriste
- 2018–2019: Gigantes
- 2020: Caronte
- 2020: Mentiras
- 2021: Libertad
- 2022: Historias para no dormir